# National Reform Party
Die National Reform Party (Nationale Reformpartei) ist eine politische Partei in Ghana.
Die NRP wurde 1999 gegründet von einer Gruppe, die sich damit vom National Democratic Congress (NDC), der Partei des ex-Präsidenten Jerry Rawlings, abspaltete. Dies geschah vornehmlich vor dem Hintergrund der Präsidentschaftswahlen im Jahr 2000, für die man mit Augustus Goosie Obuadum Tanoh, einem engen Vertrauten von Rawlings, einen eigenen Präsidentsandidaten ins Rennen schickte. Bei den Wahlen unterlag Tanoh jedoch dem späteren Präsidenten John Agyekum Kufuor deutlich, er erhielt lediglich 78.629 Stimmen (1,21 %). Bei den gleichzeitigen Wahlen zum ghanaischen Parlament entfielen auf die NRP ca. 2,25 % der Stimmen, womit jedoch kein Sitz im Parlament errungen wurde.
Der Parteisitz liegt im Norden von Accra. Das Motto der NRF lautet Ghana First. Das Partei-Logo besteht im Wesentlichen aus den Farben blau, weiß, rot und gelb. Darin ist stilisiert eine über weißen Bergen in einem blauen Himmel aufgehende gelbe Sonne dargestellt. Im unteren Drittel des Logos, das im Wesentlichen weiße Berge darstellt, ist das Wort „REFORM !“ in leuchtend roten Buchstaben geschrieben.

## Parteivorsitzende
- 1999, 2004: Peter Gameli Kpordugbe (Peter Kproduge)

## Generalsekretäre
- im Jahre 2005: Opoku Kyeretwie (Kyeretwie Okoku)